# Wirsberg
Wirsberg település Németországban, azon belül Bajorországban. Lakosainak száma 1893 fő (2023. december 31.).

## Népesség
A település népessége az elmúlt években az alábbi módon változott:
| Lakosok száma | 861  | 1524 | 2015 | 1804 | 1841 | 1813 | 1808 | 1851 | 1802 | 1893 |
|               | 1875 | 1950 | 1975 | 1987 | 2012 | 2014 | 2016 | 2017 | 2021 | 2023 |